# 泉崎 (那覇市)
泉崎（いずみざき、沖縄語：いずんざち）は、沖縄県那覇市の地名。1丁目 - 2丁目まで存在する。郵便番号は900-0021。

## 地理
那覇市中心部に位置する。北側に久茂地、久米、東側に松尾、楚辺、南側に壷川、東側に旭町、東町と接し、沖縄県及び那覇市の行政の中心地で、沖縄本島の主要交通機関である路線バスの中心地でもある。

## 施設

### 泉崎1丁目
- 沖縄県庁舎
- 沖縄県議会棟
- 沖縄県警察本部
- 那覇警察署県庁前交番
- 那覇市役所本庁舎
- 公証人共同役場
- 那覇バスターミナル
- 那覇市立開南小学校
- 那覇市立開南幼稚園
- 沖縄県労働金庫本店
- 沖縄バス本社
- 琉球新報本社
- かりゆし琉球ホテル那覇
- ホテルルートイン那覇泉崎
- 沖縄社会大衆党本部

### 泉崎2丁目
- 官公労共済会館
- 沖縄ハーバービューホテルクラウンプラザ
- 沖縄県タクシー協会
- 阿手川公園

## 交通

### モノレール
- 沖縄都市モノレール線（ゆいレール）
  - 旭橋駅

### バス
以下のバス停留所が存在する。
- 那覇バスターミナル
- 旭橋バス停
- バスターミナル前バス停（一部沖縄バス・那覇バス路線のみ停車）
- 上泉バス停
- 県庁南口バス停
- 県庁前バス停
- 県庁北口バス停
- 旭町バス停

上記バス停に停車する全ての路線を掲載する。路線詳細については沖縄本島のバス路線を参照のこと。
| - 2番・識名開南線 （那覇バス市内線） - 6番・那覇おもろまち線 （那覇バス市内線） - 7番・おもろまち線 （沖縄バス） - 10番・牧志新都心線 （那覇バス市内線） - 11番・安岡宇栄原線 （那覇バス市内線） - 12番・国場線 （那覇バス市内線） - 14番・繁多川開南線 （那覇バス市内線） - 17番・石嶺（開南）線 （那覇バス市内線） - 18番・首里駅線 （沖縄バス） - 20番・名護西線 （琉球バス交通・沖縄バス） - 21番・新都心具志川線 （琉球バス交通） - 23番・具志川線 （琉球バス交通） - 25番・普天間空港線 （那覇バス市外線） - 27番・屋慶名（大謝名）線 （琉球バス交通・沖縄バス） - 28番・読谷（楚辺）線 （琉球バス交通・沖縄バス） - 29番・読谷（喜名）線 （琉球バス交通・沖縄バス） - 30番・泡瀬東線 （東陽バス） - 31番・泡瀬西線 （東陽バス） - 32番・コンベンションセンター線 （沖縄バス） - 33番・糸満西原（末吉）線 （那覇バス市外線） - 34番・東風平線 （沖縄バス） - 35番・志多伯線 （沖縄バス） - 38番・志喜屋線 （沖縄バス） - 39番・百名線 （沖縄バス） - 40番・大里線 （沖縄バス） - 41番・つきしろの街線 （沖縄バス） - 45番・与根線 （那覇バス市外線） - 46番・糸満西原（鳥堀）線 （那覇バス市外線） - 50番・百名（東風平）線 （琉球バス交通） - 51番・百名（船越）線 （琉球バス交通） | - 52番・与勝線 （沖縄バス） - 53番・志喜屋線 （琉球バス交通） - 54番・前川線 （琉球バス交通） - 55番・牧港線 （琉球バス交通） - 56番・浦添線 （琉球バス交通） - 57番・那覇マリンタウン馬天線 （東陽バス） - 59番・那覇マリンタウン線 （東陽バス） - 63番・謝苅線 （琉球バス交通） - 77番・名護東（辺野古）線 （沖縄バス） - 80番・与那城線 （沖縄バス） - 83番・玉泉洞線 （琉球バス交通） - 87番・てだこ線 （琉球バス交通） - 88番・宜野湾線 （琉球バス交通） - 89番・糸満（高良）線 （琉球バス交通・沖縄バス） - 90番・知花（バイパス）線 （琉球バス交通） - 97番・琉大（首里）線 （那覇バス市外線） - 98番・琉大（バイパス）線 （琉球バス交通） - 99番・天久新都心線 （琉球バス交通） - 100番・白川線 （沖縄バス） - 101番・平和台安謝線 （那覇バス市外線） - 109番・大里（真境名）線 （沖縄バス） - 110番・長田具志川線 （琉球バス交通） - 111番・高速バス （琉球バス交通・沖縄バス・那覇バス・東陽バス） - 112番・国体道路線 （琉球バス交通） - 113番・具志川空港線 （琉球バス交通） - 120番・名護西空港線 （琉球バス交通・沖縄バス） - 123番・石川空港線 （琉球バス交通） - 127番・屋慶名（高速）線 （沖縄バス） - 200番・糸満おもろまち線 （沖縄バス） - 235番・志多伯おもろまち線 （沖縄バス） |

### 道路
- 国道58号
- 国道329号（国道330号・国道507号も重複）
- 沖縄県道39号線
- 沖縄県道42号線